# Visa vid midsommartid
Visa vid midsommartid (Du lindar av olvon en midsommarkrans) är en svensk visa från 1946 med musik av Håkan Norlén och text av Rune Lindström, ibland presenterad som Visa i midsommartid. Den har ett folkligt tonspråk typiskt för den svenska folkvisan.
Visan tillkom en kväll i februari 1941 då Håkan Norlén och Rune Lindström satt på Lindströms studentrum i Uppsala och arbetade med Himlaspelet. I en paus lekte Norlén fram melodin på gitarren och Lindström satte omedelbart text till den. Sången publicerades första gången 1946 i Norléns vissamling För syndaskarn och dygdeljus. Margareta Kjellberg gjorde den första inspelningen på grammofon 1946.
Den är en av svensk vistraditions mest kända sånger. Sången framförs bland annat i filmen Sången om den eldröda blomman (1956).

### Fotnoter
1. ↑  Visa i midsommartid på Svensk mediedatabas
2. ↑  Norlén, Håkan (1946). För syndaskarn och dygdeljus: visor. Stockholm: Nordiska musikförlaget. Libris 11778824
3. ↑  Visa vid midsommartid Inspelning på skivmärket Odeon 1946 på Svensk mediedatabas
4. ↑  Visa vid midsommartid på Svensk Filmdatabas